# アナパイストス
アナパイストス（古代ギリシア語: ἀνάπαιστος / anapaistos）は、西洋古典詩の韻脚のひとつ。短短長格とも呼ばれ、2つの短い音節の後に1つの母音の長い音節が続く。近代西洋詩では、音節の長短をアクセントの強弱に置き換えて、2つのアクセントの弱い音節の後に1つのアクセントの強い音節が続く脚構成に用いられるようになった（弱弱強格と訳される）。英語ではアナペストあるいはアナピースト（anapaestまたはanapest）と呼ばれる。ダクテュロスと前後が逆であるためにantidactylusとも呼ばれる。
古代ギリシアではスパルタの将軍テュルタイオスが、アナパイストスを4つ重ねて「 Ἄγετ', ὦ Σπάρτᾱς εὐάνδρου」（たて、雄々しいスパルタの子らよ）で始まる軍歌を作った:91。喜劇の会話ではアナパイストスを2つ重ねた u u - u u - を単位とする四歩格（テトラメトロス）が使われることがあった:222。これらではアナパイストスのかわりにスポンデイオス(- -)を使うことができた。
アナパイストスを使った詩に、ウィリアム・クーパー（en:William Cowper）の詩『Verses Supposed to be Written by Alexander Selkirk』（1782年）がある。この詩はanapaestic trimeter（弱弱強三歩格）で作られている。（太字は強勢）
I am out of humanity's reach
I must finish my journey alone

この長さと、最後がアクセントのある音節で終わり、その結果strong rhymeを踏むことができるという事実から、アナパイストスはとても波打ち、疾走する感覚を生み、内に相当な複雑性を持った長い行を可能にする。次に挙げる例は、ジョージ・ゴードン・バイロンの『センナヘリブの陥落』（en:The Destruction of Sennacherib）である。
The Assyrian came down like a wolf on the fold
And his cohorts were gleaming in purple and gold
And the sheen of their spears was like stars on the sea
When the blue wave rolls nightly on deep Galilee.

さらに、より複雑な例として、ウィリアム・バトラー・イェイツの『アシーンの放浪』（en:The Wanderings of Oisin）を挙げることができる。イェイツは六歩格行にアナパイストスとイアンボスを散りばめて使った。アナパイストスは元から長い韻脚なので、それはとても長い行になる。
Fled foam underneath us and 'round us, a wandering and milky smoke
As high as the saddle-girth, covering away from our glances the tide
And those that fled and that followed from the foam-pale distance broke.
The immortal desire of immortals we saw in their faces and sighed.

こうしたアナパイストスとイアンボスの混合は19世紀後期の詩、とりわけアルジャーノン・チャールズ・スウィンバーンの『時の勝利』（en:The Triumph of Time）や『カリュドンのアタランタ』などで特徴的なものだった。スウィンバーンはさらに、おおむね正確なアナパイストスで、三歩格行の『ドロレス』（en:Dolores (Notre-Dame des Sept Douleurs)）から八歩格行の『March: An Ode』までさまざまな長さの詩をいくつか書いた。しかし、英語詩における最も一般的なアナパイストスの使用例は、ルイス・キャロルの『スナーク狩り』やエドワード・リアのナンセンス詩、T・S・エリオットの『キャッツ - ポッサムおじさんの猫とつき合う法』、ドクター・スースの多くの本をはじめ、おびただしい例のあるリメリック詩（en:Limerick (poetry)）の滑稽な韻律としてである。
そうした自律的な役割を除くと、アナパイストスは時々イアンボスの代用として使われる。厳格な弱強五歩格にアナパイストスが使われることは稀だが、ウィリアム・シェイクスピアの後期の戯曲や19世紀の抒情詩などの、比較的自由なイアンボス行にしばしばアナパイストスを見付けることができる。